# SG-1000のゲームタイトル一覧
SG-1000のゲームタイトル一覧（エスジーせんのゲームタイトルいちらん）では、セガ・エンタープライゼスのパーソナルコンピューター「SC-3000」と家庭用ゲーム機「SG-1000」に対応し、日本で発売されたゲームソフト（「オセロマルチビジョン」用ゲームソフトを含む）を発売順に列記する。

## 凡例
- 当記事では『チャンピオン剣道』までのSC-3000/SG-1000用ゲームソフトとオセロマルチビジョン用ゲームソフトは『ゲームマシン』1986年5月1日号の記事「セガ社家庭用ソフト70種」[1]に掲載されたデータを主な出典として扱い、それに含まれていないタイトルは『セガハード大百科』[2]に掲載されたタイトルリストを元に表を構成している。また、SC-3000およびSG-1000発売当時の雑誌および新聞類を中心とした文献に記載されたデータも主に補完目的で出典として使用している。新聞・雑誌類などに掲載されたデータと未発売ソフトに関する情報源に関しては脚注欄にその詳細を記載してある。タイトル名の表記は原則として『セガハード大百科』の表記に準拠している。
  - セガの公式データベース『セガハード大百科』ではゲームソフト発売当時に明確な発売日[注 1][注 2]が設定されていなかったことを理由に、セガが発売したソフトのパッケージに記載されたコピーライトを基準にデータベースが構成されている[2][注 5][注 6]。
  - アミューズメント通信社が発行していた業界紙『ゲームマシン』1985年7月15日号に掲載された「家庭用TVゲーム機の最新版ハードとソフト」には1985年7月発売の『どきどきペンギンランド』までのSC-3000/SG-1000用ゲームソフトとオセロマルチビジョン用ゲームソフト[22]、『ゲームマシン』1986年5月1日号に掲載された「セガ社家庭用ソフト70種」には1986年4月発売の『チャンピオン剣道』までのSC-3000/SG-1000用ゲームソフトとオセロマルチビジョン用ゲームソフト、およびセガ・マークIII用ゲームソフトの発売年月が記載されている[1]。
- 媒体:Caは「ゲームカートリッジ For SC/SG[23]」などカートリッジ媒体で発売されたソフト、Mcは「セガ マイカード[23]」で発売されたソフトを示す。
- 発売元:セガはセガ・エンタープライゼスから発売されたSC-3000/SG-1000用ソフト、ツクダオリジナルはツクダオリジナルから発売されたオセロマルチビジョン用ソフトを示す。

### 備考
- 1983年7月15日[24][25][27]にセガ・エンタープライゼス（以下セガ）が発売した「セガパーソナルコンピューター SC-3000[注 8]」と「セガコンピュータビデオゲーム SG-1000[注 9]」は専用のROMカートリッジ[注 10]によってゲームソフトおよびBASICソフト、学習用ソフトが供給された[23][26][36][37]。発売されたカートリッジは一部のソフト[注 11]を除いて、SC-3000シリーズおよびSG-1000シリーズ双方で使用することができる[1][23][36][注 12]。
- 1983年末[注 13][注 14]にツクダオリジナルが発売したオセロゲーム内蔵型の家庭用ゲーム機「オセロマルチビジョン」はSG-1000と互換性があり、SC-3000/SG-1000用ソフトを使用できる[22][43][45][47][注 15][注 16]。また、ツクダオリジナルも独自でオセロマルチビジョン用ソフトを販売しており、こちらもSC-3000シリーズおよびSG-1000シリーズで使用できる[22][45][48]。オセロマルチビジョン用ソフトのバッケージにもSG-1000・SC-3000共用と記載されており、当記事ではSC-3000/SG-1000用ソフトの一種として扱っている。
- パイオニアが1983年末[51][52]に発売したハイファイ・コンボテレビ「SEED[注 17]」に対応した、周辺機器の「ゲームパック SD-G5」はSG-1000との互換性を持っており、SC-3000/SG-1000用ソフトとオセロマルチビジョン用ソフトを使用できる[1][34][54][注 18]。
- 1985年にセガはSC-3000/SG-1000用ソフトをICカード化し、カードリッジ媒体から移行することを発表した[56][57][58][59]。ICカードには「セガ マイカード」という名称が付けられ、1985年7月に第1弾『ズーム909』『ドラゴン・ワン』が発売された[60][61][62]。セガ マイカードはソフトのデータをクレジットカードとほぼ同じ大きさのICカードに記録したもので、カートリッジと比べて大幅に小型化されたことが特徴である[56][58][59]。セガ マイカードの製造は数社によって行われ、アスター・インターナショナルと凸版印刷が主な供給元となっていた[63][64]。1985年7月以降のSC-3000/SG-1000用ゲームソフトはその大半がセガ マイカード媒体で発売された[1][2][注 19][注 21]。
  - マイカードをSC-3000シリーズおよびSG-1000シリーズ、オセロマルチビジョンシリーズ、SG-D5で使用する場合にはカートリッジスロットに変換アダプタ「カードキャッチャ」を挿入する必要がある[23][71][注 22]。セガ・マークIIIおよびセガ・マスターシステムには本体にマイカードスロットが標準装備されている[23][73][74][注 23]。
- 1985年10月[30][31][注 24]にセガから発売されたSG-1000の後継機「セガ・マークIII」とその上位機種で1987年10月[30][31][82][注 25]にセガから発売された日本版[注 26]の「セガ・マスターシステム」はSG-1000と後方互換性を有しており、SC-3000/SG-1000用ソフトおよびオセロマルチビジョン用ソフトを動作させることができる[1][23][77][91][92][注 27][注 28]。 セガ・マークIII発売以降に発売されたSC-3000/SG-1000用ソフトにはセガ・マークIIIおよび「セガ全製品」に対応する旨が記載されており、SC-3000/SG-1000用ソフトのことを指して「セガ全機種用」と表記することもあった[23][94][95][注 23]。

## タイトルリスト
発売年ごとのタイトル数は以下の通り（マイカードで再販されたタイトルの本数を除く）。
- 1983年（SC/SGカートリッジ：全16本、オセロマルチビジョン：全2本）
- 1984年（SC/SGカートリッジ：全16本、オセロマルチビジョン：全6本）
- 1985年（SC/SGカートリッジ：全9本、セガ マイカード：全16本）
- 1986年（SC/SGカートリッジ：全1本、セガ マイカード：全7本）
- 1987年（SC/SGカートリッジ：全1本、セガ マイカード：全1本）

| 目次 | • 1983• 1984• 1985• 1986• 1987• 未発売• 脚注 |

| 発売時期       | タイトル                         | 発売元           | 媒体 | 媒体      | 備考 | 脚注                                                              |
| 発売時期       | タイトル                         | 発売元           | Ca   | Mc        | 備考 | 脚注                                                              |
| -------------- | -------------------------------- | ---------------- | ---- | --------- | --- | ----------------------------------------------------------------- |
| 1983年7月15日  | スタージャッカー                 | セガ             | ○    | [ 注 29 ] | - セガが1983年6月に発売した同名業務用の移植版。 | [ 注 30 ] [ 注 31 ]                                               |
| 1983年7月      | N-サブ                           | セガ             | ○    |           | - セガが1980年10月に発売した同名業務用の移植版。 - 開発はコンパイル。 | [ 注 30 ]                                                         |
| 1983年7月      | 麻雀                             | セガ             | ○    |           | - 2人打ちの麻雀ゲーム。 | [ 注 30 ]                                                         |
| 1983年7月      | 芹沢八段の詰将棋                 | セガ             | ○    |           | - コアランドが開発、セガが1982年8月に発売した業務用『王将』の移植版。 - 芹沢八段が出題する詰将棋の問題が初級、中級、上級合わせて全46題収録されている。 | [ 注 30 ]                                                         |
| 1983年7月      | コンゴボンゴ                     | セガ             | ○    |           | - 池上通信機とセガが開発、セガが1983年2月に発売した業務用『ティップタップ』の移植版。 | [ 注 30 ]                                                         |
| 1983年7月      | YAMATO                           | セガ             | ○    |           | - GGIが開発、セガが1983年3月に発売した同名業務用の移植版。 | [ 注 30 ] [ 注 34 ]                                               |
| 1983年8月      | サファリハンティング             | セガ             | ○    | [ 注 29 ] | - セガが1980年5月に発売した業務用『トランキライザーガン』の移植版。 - 開発はコンパイル。 | [ 注 30 ]                                                         |
| 1983年8月      | チャンピオンテニス               | セガ             | ○    |           | - 6ゲーム先取、1セットマッチのテニスゲーム。 | [ 注 30 ]                                                         |
| 1983年10月下旬 | チャンピオンベースボール         | セガ             | ○    |           | - アルファ電子が開発、セガが1983年3月に発売した同名業務用の移植版。 | [ 注 35 ]                                                         |
| 1983年10月下旬 | セガフリッパー                   | セガ             | ○    | [ 注 29 ] | - ゲーム場に設置されたフリッパーを再現したビデオゲーム。 | [ 注 36 ]                                                         |
| 1983年11月     | ポップフレーマー                 | セガ             | ○    |           | - ジャパンレジャーが1982年12月に発売した同名業務用の移植版。 - 火災放射機を持ったネズミがステージ上の全ての風船を割るゲーム。 | [ 注 36 ]                                                         |
| 1983年11月     | パッカー                         | セガ             | ○    | [ 注 29 ] | - セガが1979年4月に発売した業務用『ヘッドオン』の系譜に連なるゲーム。 - 自動車パッカーが敵車を避けたり反撃しながら立体迷路のドットを全て取得するゲーム。 | [ 注 36 ]                                                         |
| 1983年11月     | セガ・ギャラガ                   | セガ             | ○    |           | - ナムコが1981年9月に発売した業務用『ギャラガ』の移植版。 - 開発はナムコ。 | [ 注 37 ]                                                         |
| 1983年11-12月  | Qバート                          | ツクダオリジナル | ○    |           | - 日本国内では1983年春に発売された米ゴットリーブの同名業務用の移植版。 - このソフトの動作には1KBを超えるRAMが必要のため、SG-1000シリーズでは動作しない。 | [ 注 13 ] [ 注 39 ] [ 注 40 ]                                     |
| 1983年11-12月  | ガズラー                         | ツクダオリジナル | ○    |           | - テーカンが1983年4月に発売した同名業務用の移植版。 | [ 注 13 ] [ 注 39 ] [ 注 40 ]                                     |
| 1983年12月     | モナコGP                         | セガ             | ○    | ○         | - セガが1979年9月に発売した同名業務用の移植版。 - ハンドルコントローラとバイクハンドルを使用可能。 | [ 注 37 ] [ 注 46 ]                                               |
| 1983年12月     | パチンコ                         | セガ             | ○    |           | - 持ち玉をどれだけ増やせるかを競うパチンコゲーム。 | [ 注 47 ]                                                         |
| 1983年12月     | スペーススラローム               | セガ             | ○    |           | - オルカが1982年夏ごろに発売した業務用『スラローム』の移植版。 - スペースシャトルを操り、宇宙空間でのスラロームを行うゲーム。 |                                                                   |
| 1984年1月      | シンドバッドミステリー           | セガ             | ○    | [ 注 29 ] | - セガが1983年7月に発売した同名業務用の移植版。 - シンドバッドが隠された秘宝を掘り当てるアクションゲーム。 | [ 注 48 ]                                                         |
| 1984年3月      | ボーダーライン                   | セガ             | ○    | [ 注 29 ] | - セガが1981年4月に発売した同名業務用の移植版。 - 開発はコンパイル。 | [ 注 36 ] [ 注 49 ] [ 注 50 ]                                     |
| 1984年3月      | チャンピオンゴルフ               | セガ             | ○    | ○         | - ロジテックから許諾を得て発売された。 - 全9ホールが収録されたゴルフゲーム。 | [ 注 51 ]                                                         |
| 1984年3月      | ジッピーレース                   | セガ             | ○    | ○         | - アイレムが1983年6月に発売した同名業務用の移植版。 - ハンドルコントローラが使用可能だが、バイクハンドルは使用できない。 | [ 注 48 ] [ 注 51 ] [ 注 52 ]                                     |
| 1984年3月      | エクセリオン                     | セガ             | ○    |           | - ジャレコが1983年10月に発売した同名業務用の移植版。 - 惑星エクセリオンを舞台に2つの武器を使い分けて戦うシューティングゲーム。 | [ 注 49 ]                                                         |
| 1984年4月      | ゴルゴ13                         | セガ             | ○    |           | - さいとう・たかを、さいとうプロの同名漫画作品を題材にしたゲーム。 - スポーツカーに乗るデューク東郷を操って、列車の窓を撃ち抜き乗客を解放するシューティングゲーム。 |                                                                   |
| 1984年4月      | パチンコII                       | セガ             | ○    |           | - 3000発打ち止めまでの時間を競うパチンコゲーム。 - 3種類のパチンコ台から選択可能。 |                                                                   |
| 1984年5月      | オーガス                         | セガ             | ○    |           | - 1984年4月までMBS・TBS系で放映されたアニメ作品『超時空世紀オーガス』を題材にしたゲーム。 - 特性の異なるロボ形態と飛行機形態を使い分けて進む横スクロールシューティングゲーム。 | [ 注 53 ]                                                         |
| 1984年5月      | スペースマウンテン               | ツクダオリジナル | ○    |           | - レーダーで敵を確認、プロトン砲で撃墜する3D視点のスペースゲーム。 | [ 注 39 ] [ 注 54 ] [ 注 55 ]                                     |
| 1984年5月      | 三人麻雀                         | ツクダオリジナル | ○    |           | - 3人打ちの麻雀ゲーム。 | [ 注 54 ] [ 注 55 ]                                               |
| 1984年6月      | チャレンジダービー               | ツクダオリジナル | ○    |           | - 10万円を元手にどれだけ稼げるかを競うダービーゲーム。 - 最大8人までの名前が登録可能。 | [ 注 54 ] [ 注 56 ] [ 注 57 ] [ 注 58 ]                           |
| 1984年7月中旬  | サファリレース                   | セガ             | ○    | [ 注 29 ] | - 灼熱のサファリを舞台にしたカーレースゲーム。 - 同時発売されたハンドルコントローラに対応しており、バイクハンドルも使用可能。 | [ 注 59 ] [ 注 60 ] [ 注 61 ]                                     |
| 1984年7月      | 岡本綾子のマッチプレイゴルフ     | ツクダオリジナル | ○    |           | - 岡本綾子とスコアを競うマッチプレーができるゴルフゲーム。 - 岡本綾子の全英女子OP優勝記念として、84年11月から翌年1月にかけてオセロマルチビジョンとセット販売されていた。 | [ 注 54 ] [ 注 57 ] [ 注 62 ] [ 注 63 ] [ 注 64 ]                 |
| 1984年9月15日  | ロードランナー                   | セガ             | ○    |           | - ブローダーバンドが1983年に発売した同名Apple II用の移植版。 - 床に穴を掘って見張りを避けながら、坑道内の全ての金塊を回収するゲーム。 - 全80面が収録されており、キーボードを使用すると全256面が編集可能。 - 1984年末までSC-3000シリーズの購入者を対象に当ソフトを贈呈するキャンペーンが行われた。 - 開発はコンパイル。 | [ 注 65 ]                                                         |
| 1984年10月下旬 | チャンピオンボクシング           | セガ             | ○    | ○         | - サイドビュー表示が特徴の対戦型ボクシングゲーム。 - 業務用にも移植され、1984年12月に発売された。 | [ 注 66 ] [ 注 67 ] [ 注 68 ]                                     |
| 1984年11月中旬 | チャンピオンサッカー             | セガ             | ○    |           | - 1チーム6人で展開される2人対戦も可能なサッカーゲーム。 | [ 注 66 ] [ 注 69 ] [ 注 70 ]                                     |
| 1984年11月下旬 | ハッスルチューミー               | セガ             | ○    |           | - コンパイルが開発、ゼネラルが発売した1984年のMSX用『ハッスルチュミー』の移植版。 - ネズミのチューミーがジャンプや空き缶を使って敵から逃げつつ食べ物を集めるゲーム。 - SC-3000/SG-1000版はMSX版と基本的に同一内容だが、グラフィックが変更されている。 - 開発はコンパイル。                                             | [ 注 72 ] [ 注 73 ] [ 注 74 ] [ 注 75 ]                           |
| 1984年12月上旬 | ホーム麻雀                       | セガ             | ○    |           | - CPUを交えた4人打ちの麻雀ゲームで2人対戦プレイも可能。 - 1台のテレビで2人打ち麻雀を実現するための仕切り板「シャドウボード」が同梱されている。 | [ 注 72 ] [ 注 76 ] [ 注 77 ] [ 注 78 ]                           |
| 1984年12月上旬 | フリッキー                       | セガ             | ○    |           | - セガが1984年5月に発売した同名業務用の移植版。 - 母鳥のフリッキーが迷子のヒヨコを家まで連れて帰るゲーム。 | [ 注 72 ] [ 注 76 ] [ 注 77 ] [ 注 78 ]                           |
| 1984年12月     | 007 ジェイムスボンド             | ツクダオリジナル | ○    |           | - パーカー・ブラザーズの同名ゲームの移植版。 - 『007 ダイアモンドは永遠に』をゲーム化したもの。 | [ 注 57 ] [ 注 64 ]                                               |
| 1984年12月     | スペースアーマー                 | ツクダオリジナル | ○    |           | - 地上と空中の敵を撃墜するゼビウス風のスペースゲーム。 | [ 注 64 ] [ 注 80 ]                                               |
| 1985年1月      | ガールズガーデン                 | セガ             | ○    |           | - 女の子のパプリちゃんがクマやハチを避けながら花園の花を集めて男の子に届けるゲーム。 | [ 注 81 ] [ 注 82 ]                                               |
| 1985年3月上旬  | ザクソン                         | セガ             | ○    |           | - 池上通信機が開発、セガが1982年2月に発売した同名業務用の移植版。 - 戦艦ザクソンを操って敵陣を進み最終兵器の破壊を目指す斜め視点の宇宙戦争ゲーム。 | [ 注 83 ] [ 注 85 ] [ 注 86 ] [ 注 87 ]                           |
| 1985年3月中旬  | チャンピオンプロレス             | セガ             | ○    |           | - 6分間3本勝負でタッグマッチを行う対戦型のプロレスゲーム。 - 業務用にも移植され、1985年5月に発売された。 | [ 注 86 ] [ 注 88 ] [ 注 89 ]                                     |
| 1985年4月      | コナミのハイパースポーツ         | セガ             | ○    |           | - コナミが1984年7月に発売した業務用『ハイパーオリンピック'84』の移植版。 - 収録種目は高飛び込み、跳馬、トランポリン、鉄棒の4種目で高得点を目指すゲーム。 | [ 注 91 ] [ 注 92 ] [ 注 93 ]                                     |
| 1985年4月      | コナミの新入社員とおるくん       | セガ             | ○    |           | - コナミが1984年11月に発売した業務用『新入社員とおるくん』の移植版。 - 新入社員のとおる君が邪魔者を避けながら憧れの女子社員とのデートを目指すゲーム。 | [ 注 91 ] [ 注 92 ] [ 注 94 ] [ 注 95 ]                           |
| 1985年4月      | GPワールド                       | セガ             | ○    |           | - セガが1984年11月に発売した同名業務用の移植版。 - 世界10カ国を回るレースゲームで、コース作成機能が搭載されている。 - ハンドルコントローラに対応し、バイクハンドルが使用できる。 | [ 注 91 ] [ 注 93 ] [ 注 96 ]                                     |
| 1985年5月      | スターフォース                   | セガ             | ○    | ○         | - テーカンが1984年9月に発売した同名業務用の移植版。 | [ 注 91 ] [ 注 95 ] [ 注 97 ]                                     |
| 1985年6月      | スペースインベーダー             | セガ             | ○    |           | - タイトーが1978年6月に発売した同名業務用の移植版。 - 迫り来るインベーダーを全滅させることが目的のゲーム。 |                                                                   |
| 1985年7月      | オセロ                           | セガ             | ○    |           | - ツクダオリジナルから許諾を得て発売された。 - CPU対戦と2人対戦が可能なオセロゲーム。 - カートリッジに2KBのRAMを搭載している。 |                                                                   |
| 1985年7月1日   | ズーム909                        | セガ             |      | ○         | - セガが1982年12月に発売した同名業務用の移植版。 - マイカードの第1弾で専用アダプタ「カードキャッチャ」とセットで販売された。 | [ 注 98 ] [ 注 99 ] [ 注 100 ]                                    |
| 1985年7月1日   | ドラゴン・ワン                   | セガ             |      | ○         | - ドラゴンワンが恋人を助けるために城に乗り込むカンフーゲーム。 - マイカードの第1弾で専用アダプタ「カードキャッチャ」とセットで販売された。 | [ 注 98 ] [ 注 99 ] [ 注 100 ]                                    |
| 1985年7月下旬  | ピットフォールII                 | セガ             |      | ○         | - アクティビジョンが1984年に発売した同名Atari 2600用の移植版。 - ハリーが宝物を探して迷路を進む冒険ゲーム。 - マップはセガ独自のマップが搭載されている。 | [ 注 102 ] [ 注 103 ] [ 注 104 ] [ 注 105 ]                       |
| 1985年7月下旬  | チョップリフター                 | セガ             |      | ○         | - ブローダーバンドが1982年に発売した同名ゲームの移植版。 - 開発はコンパイル。 | [ 注 102 ] [ 注 103 ] [ 注 104 ] [ 注 105 ]                       |
| 1985年7月下旬  | どきどきペンギンランド           | セガ             |      | ○         | - ペンギンのアデリーが地下のガールフレンドの部屋までタマゴを届けるパズルゲーム。 - 業務用にも移植され、1986年1月に発売された。 | [ 注 102 ] [ 注 103 ] [ 注 104 ] [ 注 105 ]                       |
| 1985年9月      | バンクパニック                   | セガ             |      | ○         | - サンリツ電気が開発、セガが1984年10月に発売した同名業務用の移植版。 - 銀行強盗と市民を見分けて強盗を倒す早撃ちゲーム。 | [ 注 106 ]                                                        |
| 1985年9月      | チャックンポップ                 | セガ             |      | ○         | - タイトーが1984年に発売した同名業務用の移植版。 - チャックンが爆弾を片手に迷路内に囚われたハートを取り戻すゲーム。 | [ 注 106 ] [ 注 107 ]                                             |
| 1985年10月     | ドロール                         | セガ             |      | ○         | - ブローダーバンドの同名ゲームの移植版。 | [ 注 106 ] [ 注 107 ] [ 注 108 ]                                  |
| 1985年11月     | エレベーターアクション           | セガ             |      | ○         | - タイトーが1983年6月に発売した同名業務用の移植版。 | [ 注 107 ] [ 注 108 ]                                             |
| 1985年11月     | ロックンボルト                   | セガ             |      | ○         | - アクティビジョンが発売した同名ゲームの移植版。 | [ 注 108 ] [ 注 109 ]                                             |
| 1985年12月上旬 | ハングオンII                     | セガ             |      | ○         | - セガが1985年7月に発売した業務用『ハングオン』の移植版。 - ハンドルコントローラとバイクハンドルに対応している。 | [ 注 110 ] [ 注 111 ] [ 注 112 ] [ 注 113 ] [ 注 114 ]            |
| 1985年12月中旬 | 倉庫番                           | セガ             |      | ○         | - シンキングラビットが1982年に発売した同名PCゲームの移植版。 - 倉庫の荷物を整理するパズルゲームで全100面が収録、面作成機能も搭載されている。 | [ 注 110 ] [ 注 111 ] [ 注 112 ] [ 注 115 ] [ 注 116 ]            |
| 1985年12月中旬 | チャンピオンアイスホッケー       | セガ             |      | ○         | - 縦横スクロールするフィールド上で展開されるアイスホッケーゲーム。 | [ 注 110 ] [ 注 111 ] [ 注 112 ] [ 注 115 ]                       |
| 1985年12月下旬 | ヒーロー                         | セガ             |      | ○         | - アクティビジョンが1984年に発売した同名ゲームの移植版。 - 主人公のヒーローが鉱山に閉じ込められた鉱夫を救出するゲーム。 | [ 注 110 ] [ 注 111 ] [ 注 112 ] [ 注 117 ] [ 注 118 ]            |
| 1985年12月下旬 | ボンジャック                     | セガ             |      | ○         | - テーカンが1984年3月に発売した同名業務用の移植版。 - ジャックが画面上の爆弾を全て回収するゲーム。 | [ 注 110 ] [ 注 111 ] [ 注 112 ] [ 注 117 ]                       |
| 1985年12月     | チャンピオンシップロードランナー | セガ             |      | ○         | - ブローダーバンドが1984年に発売した同名Apple II用の移植版。 - 『ロードランナー』の高難度版で全50面が収録、面作成も可能でキーボードも不要。 - 開発はコンパイル。 | [ 注 110 ] [ 注 111 ] [ 注 112 ] [ 注 113 ] [ 注 119 ] [ 注 120 ] |
| 1986年3月1日   | 忍者プリンセス                   | セガ             |      | ○         | - セガが1985年3月に発売した同名業務用の移植版。 - くるみ姫が手裏剣と忍術を駆使してステージを攻略するアクションゲーム。 | [ 注 121 ] [ 注 122 ] [ 注 123 ] [ 注 124 ] [ 注 125 ]            |
| 1986年3月1日   | C-SO!                            | セガ             |      | ○         | - コンパイルが開発、ポニーが1985年7月に発売した同名MSX用の移植版。 - シーソーとトランポリンを使って全ての敵を撃退しターゲットを回収するゲームで、面作成機能も搭載。 - 開発はコンパイル。 | [ 注 121 ] [ 注 122 ] [ 注 123 ] [ 注 124 ] [ 注 125 ]            |
| 1986年4月下旬  | チャンピオン剣道                 | セガ             |      | ○         | - 対戦型の剣道ゲームでルールの異なる個人戦と団体戦が搭載されている。 | [ 注 126 ] [ 注 127 ]                                             |
| 1986年夏       | スーパータンク                   | セガ             |      | ○         | - セガが1985年9月に発売した業務用『ヘビーメタル』の移植版。 | [ 注 121 ] [ 注 128 ] [ 注 129 ] [ 注 130 ]                       |
| 1986年夏       | ワンダーボーイ                   | セガ             |      | ○         | - エスケープが開発、セガが1986年4月に発売した同名業務用の移植版。 - 主人公のボーイが恋人のティナを救うため冒険を繰り広げるアクションゲーム。 | [ 注 131 ] [ 注 132 ] [ 注 133 ]                                  |
| 1986年夏       | ガルケーブ                       | セガ             |      | ○         | - 銀河系を舞台に9種類の武器を駆使しガルバスと戦うシューティングゲーム。 - 開発はコンパイル。 | [ 注 121 ] [ 注 135 ] [ 注 136 ] [ 注 137 ] [ 注 138 ]            |
| 1986年秋       | チャンピオンビリヤード           | セガ             |      | ○         | - 50種類の様々な台を収録したビリヤードゲーム。 - コンパイル開発『ルナーボール』の系譜で起伏のある台やブレーキ機能などの要素が加わっている。 - 開発はコンパイル。 | [ 注 131 ] [ 注 139 ] [ 注 140 ] [ 注 141 ]                       |
| 1986年秋       | ザ・キャッスル                   | セガ             | ○    |           | - アスキーが発売した同名PCゲームの移植版。 - 100個の部屋があるグロッケン城に囚われた姫を救出するパズルゲーム。 - カートリッジに8KBのRAMを搭載している。 | [ 注 139 ] [ 注 143 ] [ 注 144 ] [ 注 145 ]                       |
| 1987年春       | ザ・ブラックオニキス             | セガ             |      | ○         | - BPSが発売した同名PC-8801用の移植版。 | [ 注 146 ] [ 注 147 ] [ 注 148 ]                                  |
| 1987年春       | ロレッタの肖像                   | セガ             | ○    |           | - シャーロック・ホームズを題材にしたアドベンチャーゲーム。 - 開発中の旧題は『ホームズの事件簿』。 - 1メガビットROMを使用し、「ゴールドカートリッジ」として発売された。 | [ 注 147 ] [ 注 150 ] [ 注 151 ] [ 注 152 ]                       |
| 未発売         | アストロンベルト                 | セガ             | ○    |           | | [ 注 153 ]                                                        |
| 未発売         | スーパーロコモーティブ           | セガ             | ○    |           | | [ 注 153 ]                                                        |
| 未発売         | アップンダウン                   | セガ             | ○    |           | | [ 注 154 ] [ 注 155 ]                                             |
| 未発売         | SUPER PACHI PRO                  | ツクダオリジナル | ○    |           | | [ 注 62 ]                                                         |
| 未発売         | グレートエスケープ2              | ツクダオリジナル | ○    |           | - ブロックやハンマーなど様々な攻撃手段でモンスターを倒すゲームで2人プレイも可能。 | [ 注 62 ] [ 注 157 ]                                              |
| 未発売         | バジル大作戦                     | ツクダオリジナル | ○    |           | | [ 注 54 ]                                                         |
| 未発売         | ピンボール                       | ツクダオリジナル | ○    |           | | [ 注 54 ]                                                         |
| 未発売         | スターウォーズ                   | ツクダオリジナル | ○    |           | - キャラクターを使った版権物のゲーム。 | [ 注 57 ]                                                         |
| 未発売         | チャレンジサッカー               | ツクダオリジナル | ○    |           | - 本格派のサッカーゲーム。 | [ 注 157 ] [ 注 158 ] [ 注 159 ]                                  |
| 未発売         | チャンピオンスキー               | セガ             |      | ○         | - ジャンプや回転のテクニックを競うスキーゲーム。 | [ 注 121 ] [ 注 160 ] [ 注 161 ] [ 注 162 ]                       |
| 未発売         | ヘルダイバー                     | セガ             |      |           | - 空と海を動き回って、基地を破壊して敵を倒していく横スクロールシューティングゲーム。 | [ 注 163 ]                                                        |
| 未発売         | コロニスリフト                   | セガ             |      |           | - ルーカスフィルムの同名ゲームの移植版。 | [ 注 164 ] [ 注 165 ]                                             |

## BASICソフト
下記のソフトはすべてマイテックが開発を担当。
| 発売時期       | タイトル             | 発売元 | 媒体 | 媒体 | 備考 | 脚注 |
| 発売時期       | タイトル             | 発売元 | Ca   | Mc   | 備考 | 脚注 |
| -------------- | -------------------- | ------ | ---- | ---- | --- | ---- |
| 1983年7月15日  | BASIC Level IIA      | セガ   | ○    |      | - SC-3000専用トレーニング用BASIC。フリーエリアは515Byteで一部機能が制限されている。 |      |
| 1983年7月15日  | BASIC Level IIIA     | セガ   | ○    |      | - SC-3000専用実用用途向けBASIC。フリーエリアは16KB（実使用領域は11KB）。 |      |
| 1983年7月15日  | BASIC Level IIIB     | セガ   | ○    |      | - SC-3000専用実用用途向けBASIC。フリーエリアは32KB（実使用領域は25KB）。 |      |
| 1984年4月21日  | BASIC Level IIB      | セガ   | ○    |      | - SK-1100接続機器専用トレーニング用BASIC。フリーエリアは3KBで一部機能が制限されている。 |      |
| 1984年7月15日  | BASIC SK III         | セガ   | ○    |      | - SK-1100接続機器専用実用用途向けBASIC。フリーエリアは32KB（実使用領域は25KB）。オセロマルチビジョンFG-2000では利用不可。 |      |
| 1985年8月15日  | HOME BASIC           | セガ   | ○    |      | - ゲーム制作向けBASIC。SC-3000/SK-1100両方で利用可能。整数型BASICになってゲーム向けの命令が追加されたほか、BASICのほかに固定画面のシューティングゲーム・実数計算用アプリ・スプライトエディタを装備。フリーエリアは16KB（実使用領域は11KB）。 |      |
| 1985年8月15日? | HOME BASIC Level IIB | セガ   | ○    |      | - ゲーム制作向けBASIC。SC-3000/SK-1100両方で利用可能。 |      |

## 教育用ソフト
下記のソフトはミュージックと占いエンゼルキューティーを除きすべてストラットフォード・コンピューターセンターが開発を担当。
| 発売時期       | タイトル                    | 発売元 | 媒体 | 媒体 | 備考 | 脚注                                    |
| 発売時期       | タイトル                    | 発売元 | Ca   | Mc   | 備考 | 脚注                                    |
| -------------- | --------------------------- | ------ | ---- | ---- | --- | --------------------------------------- |
| 1983年         | ミュージック                | セガ   | ○    |      | - 音楽制作ソフト。開発はマイテック。キーボードにかぶせるオーバーレイ/キーボードに張り付けるシール付属。SC-3000専用。                                         |                                         |
| 1983年         | 中学必修英単語(中学1年生用) | セガ   | ○    |      | - パソコンで出ていた同名教育ソフトの移植。 |                                         |
| 1983年         | 中学必修英作文(中学1年生用) | セガ   | ○    |      | - パソコンで出ていた同名教育ソフトの移植。 |                                         |
| 1983年         | 中学必修英文法(中学1年生用) | セガ   | ○    |      | - パソコンで出ていた同名教育ソフトの移植。 |                                         |
| 1983年         | 楽しい算数(小学4年生上)     | セガ   | ○    |      | - パソコンで出ていた同名教育ソフトの移植。 |                                         |
| 1983年         | 化学(元素記号マスター)      | セガ   | ○    |      | - パソコンで出ていた同名教育ソフトの移植。 |                                         |
| 1983年         | 日本史年表                  | セガ   | ○    |      | - パソコンで出ていた同名教育ソフトの移植。 |                                         |
| 1984年         | 世界史年表                  | セガ   | ○    |      | - パソコンで出ていた同名教育ソフトの移植。 |                                         |
| 1983年         | 中学必修英単語(中学2年生用) | セガ   | ○    |      | - パソコンで出ていた同名教育ソフトの移植。 |                                         |
| 1983年         | 中学必修英作文(中学2年生用) | セガ   | ○    |      | - パソコンで出ていた同名教育ソフトの移植。 |                                         |
| 1983年         | 中学必修英文法(中学2年生用) | セガ   | ○    |      | - パソコンで出ていた同名教育ソフトの移植。 |                                         |
| 1984年         | 楽しい算数(小学4年生下)     | セガ   | ○    |      | - パソコンで出ていた同名教育ソフトの移植。 |                                         |
| 1984年         | 楽しい算数(小学5年生下)     | セガ   | ○    |      | - パソコンで出ていた同名教育ソフトの移植。 |                                         |
| 1984年         | 楽しい算数(小学6年生下)     | セガ   | ○    |      | - パソコンで出ていた同名教育ソフトの移植。 |                                         |
| 1984年         | 楽しい算数(小学5年生上)     | セガ   | ○    |      | - パソコンで出ていた同名教育ソフトの移植。 |                                         |
| 1984年         | 楽しい算数(小学6年生上)     | セガ   | ○    |      | - パソコンで出ていた同名教育ソフトの移植。 |                                         |
| 1984年12月上旬 | 占いエンゼルキューティー    | セガ   | ○    |      | - 名前や生年月日を入力すると、それを元に結果を表示する占いゲーム。 - 易学のうち四柱推命を用いて占う。 - SC-3000シリーズ以外ではキーボード「SK-1100」が必須。 | [ 注 72 ] [ 注 76 ] [ 注 77 ] [ 注 78 ] |
| 1985年?        | 物理(運動と力編)            | セガ   | ○    |      | |                                         |
| 1985年?        | 物理(エネルギー編)          | セガ   | ○    |      | |                                         |
| 不明           | ミュージック(SK)            | セガ   | ○    |      | - ミュージックのSK-1100接続機器専用版。SK-1100のパンフレットに近日発売予定と記載があるが発売されているかどうかは不明。                                       |                                         |